# زاخائو
ساخاو (به آلمانی: Sachau) یک منطقهٔ مسکونی در آلمان است که در گراده‌لگن واقع شده‌است. ساخاو ۱۴۴ نفر جمعیت دارد.